# Porto d'Ehoala
Il Porto d'Ehoala è un porto nel Madagascar meridionale, a circa 10 km dalla città di Tôlanaro.
Fu costruito per l'esportazione di Ilmenite dalla vicina miniera di QIT Madagascar Minerals e inaugurato l'8 luglio 2009.